# Maleficent: Mistress of Evil
Maleficent: Mistress of Evil, of kortweg Maleficent 2 is een Amerikaanse fantasyfilm uit 2019 geproduceerd door Walt Disney Pictures en geregisseerd door Joachim Rønning. De film is gebaseerd op de karakters van Disney's Doornroosje en is het vervolg op de film Maleficent uit 2014. De hoofdrollen worden vertolkt door Angelina Jolie, Elle Fanning, Chiwetel Ejiofor, Ed Skrein, Sam Riley, Imelda Staunton, Juno Temple, Lesley Manville en Michelle Pfeiffer.

## Verhaal
Het verhaal speelt zich vijf jaar af na de dood van Koning Stefan. Aurora neemt de rol als koningin van The Moors op zich en wordt beschermd door Maleficent. Totdat Aurora op een dag ten huwelijk wordt gevraagd door prins Phillip. Zij moet nu echter de keuze maken of ze haar fantasierijk inruilt voor het koninkrijk Ulstead, waar al jarenlang vijandigheid heerst tussen beide rijken.

## Rolverdeling
| Acteur            | Personage        |
| ----------------- | ---------------- |
| Angelina Jolie    | Maleficent       |
| Elle Fanning      | Prinses Aurora   |
| Michelle Pfeiffer | Koningin Ingrith |
| Chiwetel Ejiofor  | Conall           |
| Sam Riley         | Diaval           |
| Ed Skrein         | Borra            |
| Harris Dickinson  | Prins Phillip    |
| Imelda Staunton   | Knotgrass        |
| Juno Temple       | Thistlewit       |
| Lesley Manville   | Flittle          |

## Productie

### Ontwikkeling
Op 3 juni 2014 na de release van de eerste film, werd door Angelina Jolie gehint dat een vervolg op de film mogelijk zou zijn. Een jaar later raakte bekend dat een vervolg in ontwikkeling was. Linda Woolverton zou wederom terugkeren en de rol van scenarioschrijver op zich nemen. Echter was nog niet officieel bekendgemaakt dat Jolie de rol zou vertolken van Maleficent. Op 26 april 2016 werd bevestigd dat Jolie terugkeert en de hoofdrol weer zou gaan vertolken.

### Casting
In april 2018 raakte bekend dat Elle Fanning terugkeert als prinses Aurora. Ed Skrein en Michelle Pfeiffer werden toegevoegd aan de cast als twee nieuwe karakters voor de film. De rol van prins Phillip werd echter vervangen door Harris Dickinson vanwege een te drukke schema van Brenton Thwaites die de rol vertolkt in het eerste deel.

### Opnames
De opnames begonnen op 29 mei 2018 en eindigden op 24 augustus 2018. De film werd in zijn geheel opgenomen in de Pinewood Studios in Engeland.

### Muziek
Op 22 mei 2019 raakte bekend dat Geoff Zanelli verantwoordelijk zou zijn voor de soundtrack van de film. Zanelli werkte eerder met Rønning al samen aan Pirates of the Caribbean: Dead Men Tell No Tales (2017).

## Release
De film werd in Nederland op 16 oktober 2019 uitgebracht door Walt Disney Pictures. In eerste instantie waren de plannen om de film uit te brengen op 27 mei 2020. Deze plannen werden echter in maart 2019 gewijzigd om de film meer dan een half jaar eerder uit te brengen.

### Ontvangst
De film ontvangt gemengde kritieken op zowel Rotten Tomatoes waar het 40% gemengde reviews ontving, gebaseerd op 235 beoordelingen als op Metacritic waar de film werd beoordeeld met een metascore van 43/100, gebaseerd op 40 critici.